# Leninskij prospiekt (stacja metra w Petersburgu)
Leninskij prospiekt (ros. Ле́нинский проспе́кт) – osiemnasta stacja linii Kirowsko-Wyborskiej, znajdującego się w Petersburgu systemu metra.

## Charakterystyka
Stacja Leninskij prospiekt została oficjalnie uruchomiona 5 października 1977 roku i jest ona przykładem stacji skonstruowanej w typie płytkim kolumnowym. Autorami projektu architektonicznego obecnej postaci stacji są:  A. S. Gieckin (А. С. Гецкин), E. I. Wal (Е. И. Валь) i A. N. Jakowlew (А. Н. Яковлев). Stacja znajduje się w pobliżu prospektu Lenina, ważnej arterii komunikacyjnej w tej części miasta i to od niej czerpie swą nazwę. Powstała w ramach rozbudowy Linii Kirowsko-Wyborskiej, jaka prowadzona była w latach siedemdziesiątych XX wieku. Została ona zbudowana w typie, który jest charakterystyczny dla wielu stacji moskiewskiego systemu metra. Jej robocza nazwa brzmiała Prospiekt Gierojew (Проспект Героев), od innej pobliskiej ulicy, lecz ostatecznie zdecydowano się na nazwę związaną z osobą Włodzimierza Lenina. Zmiana ta nastąpiła w związku ze zbliżającymi się kolejnymi urodzinami wodza i sześćdziesiątą rocznicą październikowego przewrotu bolszewickiego. Jako że przemianowanie stacji nastąpiłoo w zasadzie tuż przed jej otwarciem, w wystroju wnętrz brak nawiązań do postaci Lenina. Kolor dominujący w wystroju Leninskiego prospiektu to brąz. Według jednej z interpretacji barwy te i aranżacja wnętrz mają być nawiązaniem do Mauzoleum Lenina. Ściany pokryte zostały białym marmurem, a kolumny czerwonym granitem pochodzącym z Karelii. Posadzki wyłożono granitowymi płytami w jasnych kolorach.
Leninskij prospiekt położony jest na głębokości 8 metrów. Do stacji prowadzą dwa wejścia, jeden od strony wspomnianego prospektu Leninskiego, a drugi od kina Narwa. Leninskij prospiekt zastąpił tymczasową stację Dacznoje. Od 2012 stacja dysponuje specjalną windą przeznaczoną dla osób niepełnosprawnych. Ruch pociągów odbywa się tutaj od godziny 5:40 do godziny 0:45 (Leninskij prospiekt-1) oraz od 6:30 do 20:00 (Leninskij prospiekt-2) i w tym czasie jest ona dostępna dla pasażerów.